# Alonso Gómez de Encinas
Alfonso Gómez de Encinas (Cuéllar, Segòvia, ca. 1565 - Puná, Guayaquil, Virregnat del Perú, 13 de juny de 1624) fou un frare de l'Orde de la Mercè, missioner a les Índies Occidentals. És venerat com a beat al si de l'Orde Mercedari.
Nascut a Cuéllar cap al 1565, prengué l'hàbit mercedari al convent de Valladolid. Ordenat sacerdot, fou enviat a seguir estudis a la Universitat de Salamanca i cap al 1600 era vicari del col·legi mercedari d'aquesta ciutat. En 1609, als 44 anys, marxà cap a Mèxic acompanyant el vicari general mercedari Antonio de Mendoza, com a secretari i predicador. Hi restà per predicar entre els indígenes, i fou enviat a l'illa de Pnmá, a la badia deGuayaquil (Equador), on n'evangelitzà la població.
Fou capturat per pirates holandesos que havien atacat Puná, comandats per Jacques L'Hermite; fou interrogat i torturat. Els pirates, en saber que el sacerdot acabava de dir missa, l'obriren el ventre per trobar-hi l'Eucaristia, matant-lo. Era el 13 de juny de 1624.
Considerat màrtir, l'Orde de la Mercè el venera com a beat, celebrant-ne la festa litúrgica el 13 de juliol. La seva imatge fou present i va rebre culte a l'església de la Mercè de Barcelona.